# Пайндейл (Вайомінг)
Пайндейл (англ. Pinedale) — місто (англ. town) в США, в окрузі Саблетт штату Вайомінг. Населення — 2005 осіб (2020).

## Географія
Пайндейл розташований за координатами 42°52′5″ пн. ш. 109°52′15″ зх. д. / 42.86806° пн. ш. 109.87083° зх. д. (42.868001, -109.870928).  За даними Бюро перепису населення США в 2010 році місто мало площу 5,58 км², уся площа — суходіл.

### Клімат
| Клімат : Пайндейл                  | Клімат : Пайндейл | Клімат : Пайндейл | Клімат : Пайндейл | Клімат : Пайндейл | Клімат : Пайндейл | Клімат : Пайндейл | Клімат : Пайндейл | Клімат : Пайндейл | Клімат : Пайндейл | Клімат : Пайндейл | Клімат : Пайндейл | Клімат : Пайндейл | Клімат : Пайндейл |
| Показник                           | Січ.              | Лют.              | Бер.              | Квіт.             | Трав.             | Черв.             | Лип.              | Серп.             | Вер.              | Жовт.             | Лист.             | Груд.             | Рік               |
| Абсолютний максимум, °C            | 12,8              | 12,2              | 19,4              | 25,0              | 29,4              | 32,2              | 34,4              | 32,8              | 31,7              | 30,0              | 19,4              | 12,2              | 34,4              |
| Середній максимум, °C              | −3,4              | −1,2              | 3,7               | 9,7               | 15,7              | 21,2              | 25,2              | 24,7              | 19,3              | 12,7              | 2,6               | −2,7              | 10,6              |
| Середня температура, °C            | −10,6             | −8,8              | −3,7              | 1,9               | 7,0               | 12,0              | 15,3              | 14,1              | 9,2               | 3,6               | −4,5              | −9,8              | 2,1               |
| Середній мінімум, °C               | −17,8             | −16,6             | −11,1             | −6,1              | −1,7              | 2,7               | 5,4               | 3,4               | −0,9              | −5,5              | −11,7             | −16,8             | −6,4              |
| Абсолютний мінімум, °C             | −42,2             | −41,1             | −35,6             | −25               | −18,9             | −7,8              | −5                | −7,8              | −13,3             | −21,1             | −33,3             | −45               | −45               |
| Норма опадів, мм                   | 18                | 13                | 19                | 23                | 44                | 27                | 29                | 26                | 30                | 20                | 19                | 15                | 283               |
| Днів з опадами                     | 8,0               | 7,1               | 7,7               | 7,7               | 11,2              | 8,7               | 8,2               | 8,7               | 7,4               | 6,4               | 7,6               | 8,0               | 96,7              |
| Днів зі снігом                     | 7,9               | 7,5               | 6,3               | 4,0               | 1,7               | 0,3               | 0,0               | 0,0               | 0,4               | 2,1               | 7,1               | 8,1               | 45,4              |
| ---------------------------------- | ----------------- | ----------------- | ----------------- | ----------------- | ----------------- | ----------------- | ----------------- | ----------------- | ----------------- | ----------------- | ----------------- | ----------------- | ----------------- |
| Джерело: NOAA (normals, 1971–2000) |                   |                   |                   |                   |                   |                   |                   |                   |                   |                   |                   |                   |                   |

## Демографія
Згідно з переписом 2010 року, у місті мешкало 2030 осіб у 847 домогосподарствах у складі 484 родин. Густота населення становила 364 особи/км².  Було 1080 помешкань (194/км²).
Расовий склад населення:
| - 90,5 % — білих - 1,3 % — азіатів - 0,7 % — чорних або афроамериканців - 0,6 % — корінних американців - 4,8 % — осіб інших рас |

До двох чи більше рас належало 2,0 %. Частка іспаномовних становила 9,9 % від усіх жителів.
За віковим діапазоном населення розподілялося таким чином: 23,1 % — особи молодші 18 років, 67,8 % — особи у віці 18—64 років, 9,1 % — особи у віці 65 років та старші. Медіана віку мешканця становила 33,5 року. На 100 осіб жіночої статі у місті припадало 121,1 чоловіків;  на 100 жінок у віці від 18 років та старших — 124,1 чоловіків також старших 18 років.
Середній дохід на одне домашнє господарство  становив 73 199 доларів США (медіана — 73 226), а середній дохід на одну сім'ю — 80 881 долар (медіана — 87 337). Медіана доходів становила 70 556 доларів для чоловіків та 41 792 долари для жінок. За межею бідності перебувало 11,3 % осіб, у тому числі 19,0 % дітей у віці до 18 років та 0,0 % осіб у віці 65 років та старших.
Цивільне працевлаштоване населення становило 958 осіб. Основні галузі зайнятості: сільське господарство, лісництво, риболовля — 27,0 %, публічна адміністрація — 17,3 %, освіта, охорона здоров'я та соціальна допомога — 16,2 %.
За даними перепису 2000 року,
на території муніципалітету мешкало 1412 людей, було 582 садиб та 368 сімей.
Густота населення становила 383,9 осіб/км². Було 718 житлових будинків.
З 582 садиб у 32,0 % проживали діти до 18 років, подружніх пар, що мешкали разом, було 52,4 %,
садиб, у яких господиня не мала чоловіка — 7,4 %, садиб без сім'ї — 36,6 %.
Власники 30,1 % садиб мали вік, що перевищував 65 років, а в 8,9 % садиб принаймні одна людина була старшою за 65 років.
Кількість людей у середньому на садибу становила 2.30, а в середньому на родину 2.89.
Середній річний дохід на садибу становив 35 188 доларів США, а на родину — 40 880 доларів США.
Чоловіки мали дохід 31 976 доларів, жінки — 22 143 доларів.
Дохід на душу населення був 20 441 доларів.
Приблизно 7,8 % родин та 8,9 % населення жили за межею бідності.
Серед них осіб до 18 років було 5,5 %, і понад 65 років — 10,4 %.